# Hasan al-Amri
Hasan al-Amri (Arabisch: حسن العمري) (Sanaa, 1916 - Duitsland, 7 april 1989) is een Noord-Jemenitisch politicus. Hij nam deel aan de coup die in september 1962 een einde maakte aan de monarchie van Muhammad al-Badr. Sindsdien was hij een aantal keer premier (1964; 1965; 1965-1966; 1967-1969; 1971). Van 1967 tot 1971 was hij lid van de Republikeinse Raad. In 1970 sloot hij een verdrag met de royalisten, waarna er in 1971 onder zijn leiding een coalitiekabinet ontstond bestaande uit monarchisten en republikeinen.
Zie ook: Jemen